# 마인드헌터 (드라마)
《마인드헌터》(영어: Mindhunter)는 2017년부터 2019년까지 넷플릭스에서 공개된 미국의 범죄 드라마이다. 존 E. 더글러스의 실제 범죄 기록서를 원작으로, 데이비드 핀처와 샤를리즈 테론이 제작하고 조 펜홀이 총연출을 담당한 작품이다.
시즌 1은 10부작으로 2017년 10월 13일에 시즌 2는 9부작으로 2019년 8월 16일에 전세계 넷플릭스에서 공개되었다.
마니아들이 시즌3을 대기 중이지만, <마인드헌터>의 프로듀서인 데이빗 핀처가 시즌3은 제작이 되지 않을 것을 시사하는 인터뷰를 하였다.

## 출연진

### 주연
- 조너선 그로프 - 홀든 포드
- 홀트 매캘러니 - 빌 텐치
- 해나 그로스 - 데버라 밋퍼드
- 애나 토브 - 닥터 웬디 카
- 코터 스미스 - 셰퍼드

### 조연
- 스테이시 로카 - 낸시 텐치
- 조 터틀 - 그레그 스미스 특수요원
- 알렉스 모프 - 마크 오커섹 탐정
- 소니 밸리센티 - 데니스 레이더
- 캐머런 브리튼 - 에드먼드 켐퍼
- 해피 앤더슨 - 제리 브루더스
- 잭 어디 - 리처드 스펙
- 조지프 크로스 - 벤저민 반라이트
- 마크 쿠디시 - 로저 웨이드
- 마이클 박 - 피터 딘
- 조지 R. 셰피 - 존 보일런
- 듀크 러푼 - 고든 체임버스 탐정
- 피터 머닉 - 로이 카버 탐정
- 리나 올린 - 애널리스 스틸먼
- 토머스 프랜시스 머피 - 맥그로 탐정